# فؤاد قلیوف
فؤاد قلیوف (ترکی آذربایجانی: Fuad Xəlil oğlu Quliyev / Фуад Хәлил оғлу Гулијев؛ زادهٔ ۶ ژوئیهٔ ۱۹۴۱) سیاستمدار، و مهندس اهل جمهوری آذربایجان است. وی پنجمین نخست‌وزیر آذربایجان بود.

## اوایل زندگی
قلیوف در ۶ ژوئیه ۱۹۴۱ در باکو به دنیا آمد. وی در مدرسه شهر شماره ۱۶۰ از ۱۹۴۸ تا ۱۹۵۸ درس خواند سپس به آکادمی دولتی نفت آذربایجان ملحق شد.